# Татары за Израиль
Татары за Израиль — общественно-политическая организация, ставящая своей целью содействие укреплению безопасности и процветания Израиля.
Создана в городе Ришон ле-Цион 1 января 2006 года по инициативе Закиры Зиннуровны Зариповой и группы активистов татарского происхождения.
Организация «Татары за Израиль» не входит ни в одну из политических партий Израиля, хотя наиболее близка к «Наш дом — Израиль» и её лидеру Авигдору Либерману. Выступает против терроризма, мусульманского экстремизма и антисемитизма, за дружеские межконфессиональные отношения. Планирует поднять вопрос о строительстве татарской мечети в Израиле. По некоторым оценкам, в Израиле проживают около 15 тысяч татар.
Организация «Татары за Израиль» подверглась критике со стороны российской исламской организации «Общество „Татарстан“».